# Mennecy
Mennecy é uma comuna francesa situada no departamento de Essonne na região de Ilha de França, a trinta e três quilômetros a sudeste de Paris. É a principal cidade do Cantão de Mennecy e um membro da communauté de communes du Val d'Essonne (CCVE).
Seus habitantes são chamados Menneçois.

## Geografia

### Comunas vizinhas
A comuna de Mennecy está rodeada por Lisses e Villabé ao norte, Ormoy ao nordeste, Le Coudray-Montceaux ao leste e ao sudeste, Chevannes no Sul, Fontenay-le-Vicomte, ao sudoeste e ao oeste, Écharcon ao noroeste.

### Transportes

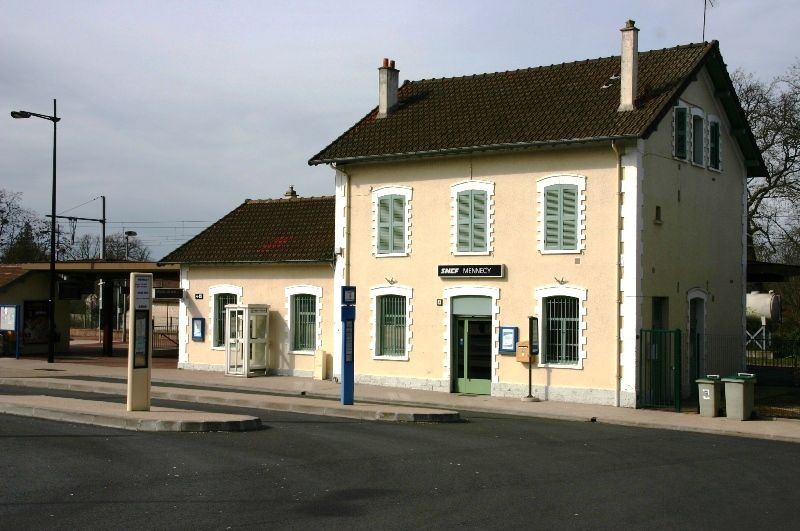
A estação de Mennecy.

A comuna tem em seu território a estação de Mennecy servida pela Linha D do RER d'Île-de-France. Também é servida por linhas de ônibus da sociedade STA Keolis que a liga às comunas de Champcueil, Chevannes, Corbeil-Essonnes, Évry, Le Coudray-Montceaux e Ormoy. As linhas da sociedade CEA Transports a liga a Ballancourt-sur-Essonne, ao lycée de Corbeil, a La Ferté Alais e a Paris (Denfert-Rochereau). Um serviço de transporte gratuito para idosos é proposto pelo município.

## Toponímia
Nas disposições da cura realizada em 1479, o lugar é chamado Maneciacum, mas também Manassiacum e Manaciacum.
A origem do nome da comuna vem de um antigo proprietário de terras galo-romano denominado Minacius ou Manacius , seguido pelo sufixo gaulês de localização e de propriedade -acum. O sufixo -acum muitas vezes refere-se a uma villa "domínio rural".
Antes da Revolução Francesa, a localidade foi nomeada Mennecy-Villeroy, do nome do senhorio que pertenceu aos duques de Neufville de Villeroy.
A comuna foi criada em 1793 com seu nome atual.

## História
- Família de Neufville de Villeroy ; o castelo foi propriedade da família de Villeroy.
- 27 de junho de 1661 : A rainha-mãe Ana de Áustria leva Henriqueta de Inglaterra alguns dias a Mennecy ao  Maréchal de Villeroy, depois a Dampierre, à Duquesa de Chevreuse. Trata-se de afastá-la do rei.
- 1732 : Denis Jossenay, sob as ordens de Robert de Cotte, transforma o castelo de Villeroy.
- 1734 : criação da manufacture de porcelaine de Villeroy établie à Mennecy por François Barbin, sob a proteção do duque de Villeroy[6].
- 1777, fechamento da fábrica.

### Geminação
Mennecy desenvolveu associações de geminação com :
- Countesthorpe (Reino Unido), em inglês Countesthorpe, localizada a 510 km[8].
- Occhiobello (Itália), em italiano Occhiobello, localizada a 806 km[9].
- Renningen (Alemanha), em alemão Renningen, localizada a 479 quilômetros[10].

## Cultura e Patrimônio

### Patrimônio ambiental
Os bancos de Essonne e bosques que rodeiam têm sido identificados como espaço naturais sensíveis pelo conselho departamental de Essonne.

### Patrimônio arquitetônico

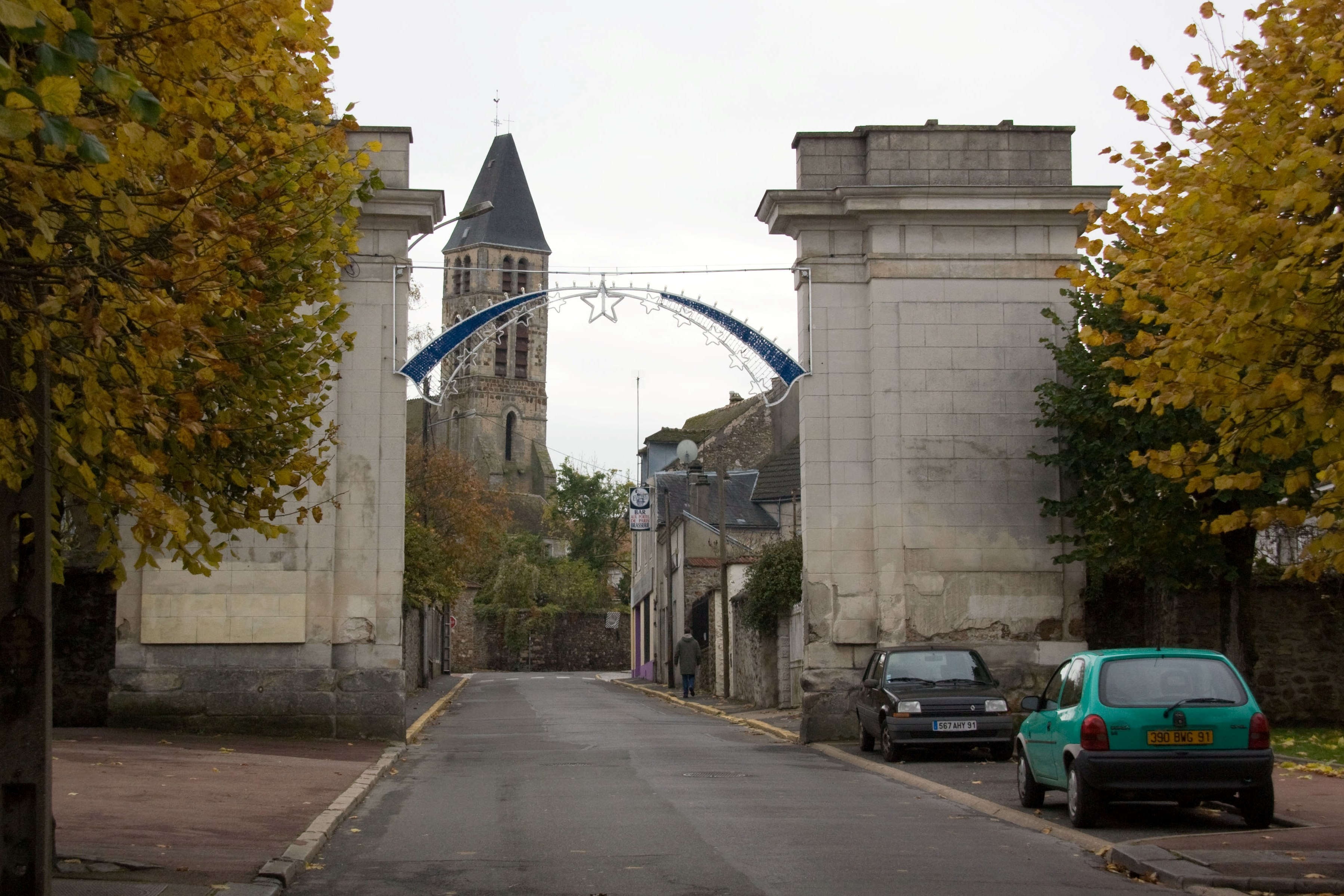
A antiga porta de Paris e a igreja Saint-Pierre.

- A igreja Saint-Pierre, que remonta ao século XIII, foi construído no local de uma antiga igreja românica. A igreja tem sido listada nos monumentos históricos, a 6 de março de 1926[12].
- A porta antiga de Paris, que remonta ao século XVIII, foi listado como monumento histórico em 10 de fevereiro de 1948[13]. Suas duas pilastras foram erguidas pelo último duque de Villeroy, Gabriel Louis Neufville de Villeroy, em 1775[14].
- A prefeitura de Mennecy, que remonta a meados do século XIX, foi criado no local de uma halle, construída em 1737 pelo duc de Villeroy Louis François Anne Neufville.